# کلود ویلگرا
کلود ویلگرا (فرانسوی: Claude Vilgrain‎؛ زادهٔ ۱ مارس ۱۹۶۳) بازیکن هاکی روی یخ اهل کانادا است.
از باشگاه‌هایی که در آن بازی کرده‌است می‌توان به فیلادلفیا فلایرز و ونکوور کناکز اشاره کرد.